# Luis Moya (település)
Luis Moya falu az azonos nevű község, Luis Moya központja Mexikó Zacatecas államában, 2010-ben 6335-en lakták.

## Elhelyezkedés
Zacatecas állam déli részén, a község északi részén helyezkedik el egy sík területen, kb. 1990 méteres tengerszint feletti magasságban. Közúti közlekedési csomópont: áthalad rajta az ország egyik legfontosabb főútja, a 45-ös, és itt ágazik ki belőle dél felé a 71-es főút.

## Története
A terület korábban San Luis Potosí része volt. A falu pontos alapítási éve nem bizonyos, de néhány forrás 1692-t említ. Ekkor neve még San Francisco de los Adames volt, és később sokáig Ojocaliente községhez tartozott. 1857-ben lett az önállósodó község központja, majd 1935-ben felvette mai nevét Luis Moya Regis zacatecasi forradalmár után, aki az elsők között lázadt fel Porfirio Díaz rendszere ellen.
1811 szeptemberében a függetlenségi harcok az akkori San Francisco falut is elérték: egy csata zajlott itt a felkelők és a királypártiak között, utóbbiak győztek. Mintegy 300 halott maradt a csatatéren, és kb. 325-en sérültek meg. Don Elías Amador szerint a győztes hadsereg 400 legyőzött nő és gyermek haját és szemöldökét borotválta le elrettentésül.

## Népesség
A falu népessége 1990-től a következőképpen alakult:
| Év   | Lakosság |
| ---- | -------- |
| 1990 | 5366     |
| 1995 | 5691     |
| 2000 | 5813     |
| 2005 | 5596     |
| 2010 | 6335     |

## Látnivalók, kultúra, turizmus
A falu nem kimondott turisztikai célpont, néhány emlékmű és az Assisi Szent Ferenc-templom jelenti a látnivalóit, ez utóbbi főként belülről szép. A hagyományos ünnepek mellett október 4. és 12. között rendeznek meg egy fesztivált Assisi Szent Ferenc emlékére: ekkor a táncos és művészeti rendezvények mellett lóversenyeket és kakasviadalt is láthat a közönség. A helyi kézművesek fő termékei a kovácsolt vasból készülő tárgyak.